# Save ФОП
Рух #SaveФОП (ГС "СейвФОП" за права і свободи" та ГО "ЗбережиФОП") — український громадський рух, учасники якого виступають за права підприємців, свободу підприємницької діяльності та збереження спрощеної системи оподаткування, обліку та звітності.

## Вимоги
- Для збереження мікропідприємництва та спрощеної системи оподаткування обліку та звітності в Україні терміново розглянути та прийняти законопроєкти № 3993 і № 3853-1,2 (розроблені з урахуванням законопроєктів № 2644, 2645).
- Скасувати вимогу зберігати первинну документацію фізичним особам-підприємцям, які використовують спрощену систему оподаткування, обліку та звітності.
- Створити при Президентові України постійно діючий консультативно-дорадчий орган, що буде опікуватися розвитком мікропідприємництва в Україні та буде напрацьовувати законодавчі ініціативи для розвитку мікропідприємництва в Україні і надаватиме альтернативну оцінку законопроєктів, які виносяться на розгляд Верховної Ради України. Цей орган повинен бути створений демократично на паритетних засадах, за участі в ньому представників влади та представників мікропідприємництва.
- Вносити зміни до законодавства, що стосується умов ведення підприємницької діяльності, виключно за результатами ґрунтовного прогнозування їх наслідків і після їх обговорення з представниками мікробізнесу. Головним критерієм реформ в Україні має стати зменшення втручання чиновників у господарську діяльність.
- Провести реформи Державної податкової та Державної митної служб України у відповідності до стандартів ЄС для забезпечення прозорих та простих процедур стягнення податків, розмитнення товарів, яка передбачає усунення будь-яких проявів корупції.
- Запровадити мораторію на перевірки мікробізнесу податківцями до завершення реформи Державної податкової та державної митної служб України у відповідності до стандартів ЄС.
- Запровадити мораторій на усі види перевірок, усіма контролюючими та перевіряючими органами, до моменту зняття обмежень запроваджених законодавчою та виконавчою владою, під час існуючої загрози епідемії коронавірусної інфекції в Україні, дії надзвичайного стану чи карантину.
- Приймати зважені рішення стосовно карантину в умовах ймовірної загрози епідемії коронавірусної інфекції в Україні (COVID-19) та вжити усіх заходів для дотримання конституційних прав та свобод. Важливим є забезпечення рівних можливостей ведення підприємницької діяльності для всього бізнесу без виключень.
- Недопущення збільшення тарифів на комірне під час корона-кризи та економічного спаду.

## Історія руху

### 2019
10 вересня в Києві під Верховною Радою України відбувається пікет підприємців проти законопроєктів 1053, 1073, якими пропонують фіскалізувати фізичних осіб-підприємців і запровадити "КЕШБЕК" (винагороду за поінформування ДПС щодо порушень підприємців під час розрахункових операцій).
17 вересня пікет підприємців під Комітетом з питань фінансів, податкової та митної політики Верховної Ради України та участь Сергія Доротича, Олександра Красовського і інших підприємців в засіданні Комітету з метою обговорення законопроєктів 1053, 1073.
23 вересня акції підприємців на Форумі національної бізнес-коаліції  і під Офісом Президента України проти прийняття законопроєктів 1053-1, 1073. У акції взяло участь близько 300 підприємців з різних куточків країни.
30 вересня акція підприємців під Офісом Президента України з вимогою ветувати прийняті Верховною Радою України законопроєкти 1053-1, 1073. У акції взяло участь близько 700 підприємців з різних куточків країни.
10 жовтня Президент Володимир Зеленський під час прес-марафон дає публічну обіцянку зустрітись з підприємцями і з'ясувати чому підприємці протестують проти прийнятих законопроєктів 1053-1, 1073. Обіцянку Президент не виконав.
15 жовтня акція підприємців під Офісом Президента України з вимогою до Президента України ветувати законопроєкти 1053-1, 1073. У акції взяло участь близько 1000 підприємців.
4 листопада на вул. Банковій в Києві під стінами Офісу президента (ОПУ) на акцію протесту зібралися більше 1000 підприємців. Акція проходить під гаслами #SaveФОП / #ЗахистиФОП / #ЗбережиФОП. Поліція застосувала сльозогінний газ проти учасників акції.
10 листопада пікет підприємців "#SaveФОП / #ЗахистиФОП / #ЗбережиФОП" проти законів 128, 129 під КВЦ "Парковий" де відбувається засідання фракції ПП "Слуга народу".
14 листопада  в прес- центрі інформаційного агентства «Інтерфакс- Україна» відбулася прес-конференція на тему «Про створення загальнонаціонального страйкового комітету «Заради майбутнього!». Сергій Доротич представляв учасників протестів ФОПів і підписав Угоду про створення загальнонаціонального страйкового комітету.
28 листопада в м.Дніпро підприємці влаштували автопробіг проти законів 128, 129.
2 грудня пікет "#SaveФОП / #ЗахистиФОП / #ЗбережиФОП"  проти законів 128, 129 під КВЦ "Парковий" де відбувається засідання фракції ПП "Слуга народу".
3 грудня акція протесту "#SaveФОП / #ЗахистиФОП / #ЗбережиФОП" під Верховною Радою України в якій взяли участь більше 1000 підприємців.
4 грудня створено рух #SaveФОП, метою якого є збереження спрощеної системи оподаткування, обліку та звітності і захист прав та свобод підприємців. Головою руху #SaveФОП обрано Сергія Доротича.
26 грудня візит Голови руху #SaveФОП Сергія Доротича та Олени Пруднікової у Маріуполь для зустрічі з підприємцями.

### 2020
10 лютого понад три десятки підприємців протестували у Чернігові. Учасники зібралися на міській ковзанці та Красній площі. Акцію назвали «Бізнес — це риба, влада — лід. Дослуховуватись слід». Акція відбулася і в Прилуках. На мітинг до пам'ятника Шевченку в центрі міста вийшли понад півсотні підприємців.
11 лютого акції протесту руху #SaveФОП відбулись в 30-и містах України.
19 лютого під Офісом Президента відбулась акція протесту руху #SaveФОП з вимогою прийняти законопроєкти 2644, 2645. В акції взяли участь більше 2000 підприємців.
2 березня в Харкові рух #SaveФОП спільно з ВО "Свобода" провели на пікет перед будівлею Харківської ОДА з вимогою зберегти спрощену систему оподаткування, обліку та звітності.
10 березня у Львові акція руху під ОДА.
29 квітня в Києві відбувся черговий протест руху #SaveФОП з вимогами дозволити з 1 травня роботу всіх продуктових ринків.
1 травня у Львові відбулися одиничні пікети підприємців проти свавілля влади та відстоювання інтересів тільки великого бізнесу в умовах карантину (супермаркетів, ломбардів тощо).
2 травня в Києві представники руху #SaveФОП спільно з представниками ресторанного бізнесу влаштували одиночні пікети, вимагаючи дозволити працювати закладам харчування.
3 травня в Києві представники малого бізнесу влаштували одиночні пікети на Майдані Незалежності в Києві, вимагаючи дозволу на продовження роботи в умовах карантину.
4 травня в Черкасах пройшли протести на підтримку дій мера щодо зняття обмежень для мікробізнесу за умови дотримання заходів безпеки.
12 травня у Львові більше 400 підприємців вийшли на одиночні пікети, виступаючи проти несправедливого карантину. Акції протесту також відбулись в Полтаві та інших містах.
13 травня Рух #SaveФОП спільно з автобусними перевізниками у Києві пікетували Кабмін та перекривали автобусами ряд автошляхів в м. Києві, виступаючи проти припинення пасажирських перевезень в Україні.
22 травня Президент підписав закон № 466 (1210) «Про внесення змін до Податкового кодексу України щодо удосконалення адміністрування податків, усунення технічних і логічних неузгодженостей в податковому законодавстві», який розробляв Данило Гетманцев. Активісти Руху назвали вказаний закон податковим терором.
3 червня  голова Руху #SaveФОП Сергій Доротич з вітальним словом і закликом до співпраці взяв участь у з'їзді новоствореної партії "Пропозиція", до якої входять мери Дніпра — Борис Філатов, Миколаєва — Олександр Сєнкевич, Чернівців — Олексій Каспрук, Житомира — Сергій Сухомлин, Кропивницького — Андрій Райкович, Каховки — Андрій Дяченко.
9 червня відбулась зустріч учасників руху з Михайлом Саакашвілі, на якій були окреслені всі протиправні дії влади щодо малого бізнесу.
11 червня у Львові відбулася акція протесту проти заборони багатьом ФОП працювати під час карантину.
6 липня почалася акція «Купуй у ФОПа ЗбережиФОП-ЗбережиУКРАЇНУ», в рамках якої громадянам пропонується купувати продукцію у мікробізнесу.
10 липня Рух написав відкритого листа до Михайла Саакашвілі, в якому попросив сприяння в захисті ФОП від свавілля влади та скасування законів № 128, № 129 та № 466. В липні голова Комітету з питань фінансів, податкової та митної політики Данило Гетманцев вніс в ВРУ проєкт закону № 2425, який і дальше звужує економічні свободи дрібного бізнесу.
28 липня Оприлюднено Петицію про «Захист спрощеної системи оподаткування, шляхом термінового розгляду та прийняття законопроєкту 3853-1 „Про внесення змін до Податкового кодексу України та деяких інших законодавчих актів України щодо запровадження щорічного підвищення граничних обсягів доходів для застосування спрощеної системи оподаткування, відновлення права платників єдиного податку не застосовувати реєстратори розрахункових операцій, а також скасування корупційного механізму кеш-бек“».
до вересня Голова руху #SaveФОП Сергій Доротич разом з активістами Руху провели чисельні зустрічі та перемовини з органами місцевого самоврядування Дніпра, Вінниці, Тернополя, Івано-Франківська, Хмельницька, Житомира... Як наслідок, рух підтримали 31 міська, 8 обласних і 3 районних ради, які надіслали відповідні звернення до Президента України і Верховної Рад України.
16 вересня під ВРУ пройшов мітинг проти «знищення ФОП».
17 вересня у Львові, учасники Руху #SaveФОП зустрілись з Президентом Зеленським, який пообіцяв взяти ситуацію під контроль.
28 жовтня більше 25 тисяч громадян підписали і передали на розгляд ВР України Петицію про «Захист спрощеної системи оподаткування, шляхом термінового розгляду та прийняття законопроєкту 3853-1 „Про внесення змін до Податкового кодексу України та деяких інших законодавчих актів України щодо запровадження щорічного підвищення граничних обсягів доходів для застосування спрощеної системи оподаткування, відновлення права платників єдиного податку не застосовувати реєстратори розрахункових операцій, а також скасування корупційного механізму кеш-бек“».
3 листопада в Києві розпочалась безстрокова акція протесту приватних підприємців під назвою «Податковий майдан». Мітингарям представники влади пообіцяли відтермінувати на рік введення РРО і внести зміни в законодавство. Однак обіцянки виконані не були.
6 листопада протестувальники тимчасово перекрили міжнародні траси в деяких з областей України.
9 листопада на Львівщині підприємцями було одночасно перекрито усі магістральні траси на кордоні з Польщею. Протест тривав понад пів години.
10 листопада в Комітеті з питань фінансів, податкової та митної політики ВРУ під головуванням голови Комітету Данила Гетманцева відбулись дебати представників #SaveФОП з лобістами РРО, представниками великого бізнесу.
25 та 26 листопада відбулися безрезультатні переговори з головою Комітету ВРУ Д.Гетманцевим.
1 грудня під стінами Верховної Ради було поновлено Податковий майдан. Верховна Рада прийняла законопроєкт № 4439-д, яким відстрочила на один рік введення РРО та посилену відповідальність.
З 30 листопада по 4 грудня підприємці несли цілодобову варту на площі Конституції під Верховною Радою України.
4 грудня в центрі Києва пройшла масштабна акція протесту, під час якої було знову хода від Верховної Ради по Хрещатику повз Офіс Президента.
14 грудня в Житомирі на площі Корольова, Рух #SaveФОП організував протест підприємці, за відміну касових апаратів та карантинних заходів.
15 грудня в Києві пройшла масштабна акція протесту. Колони підприємців від Верховної Ради пройшли по урядовому кварталу, вийшли на вулицю Хрещатик і зайняли Майдан Незалежності, де почали розбивати наметове містечко. Між протестувальниками і поліціянтами сталися сутички. Увечері поліціянти почали розгін акції протесту та демонтаж встановлених протестувальниками наметів.
В ніч на 16 грудня декілька сотень протестувальників лишились ночувати на Майдані Незалежності в наметі. Рух #SaveФОП розпочав постійне чергування активом на Майдані Незалежності в Києві.
16 грудня Рух вимагає від Уряду надати допомогу мікробізнесу. Міністр економіки Ігор Петрашко закликав подавати документи максимально швидко, для отримання одноразової компенсації у розмірі 8000 грн.
22 грудня в Києві на Майдані Незалежності відбувся мітинг Руху #SaveФОП, в ньому взяло участь кілька тисяч протестувальників, вони вимагали дозволити ФОПам працювати під час локдауну з 8 по 24 січня та створити комісію за участі представників «#SaveФОП», щоб влада радилася з ними про рішення, які стосуються підприємців. Після мітингу протестувальники вирушили ходою до Кабінету Міністрів та Офісу президента, а потім до Палацу «Україна», де мав відбутись концерт «95 Кварталу». Силовики оточили палац, сутичок між протестувальниками та силовиками не було.

### 2021
8 січня було запроваджено локдаун в Україні до 25 січня, вимоги руху SaveФОП, попри протести, було проігноровано.
28 січня в Києві підприємці влаштували найбільшу протестну акцію з початку року. Підприємці вивели на Майдан Незалежності щонайменше кілька тисяч людей з усієї України. Протестувальники сходити до Конституційного суду, представництва Євросоюзу та посольства США.
3 лютого відбулося засідання Комітету з питань фінансів, податкової та митної політики, щодо розгляду петиції, яка набрала 25000 голосів на підтримку рятівного законопроєкту 3853-1. Комітетом було провалено пропозицію рекомендувати голові Верховної Ради України  внести в порядок денний наступного пленарного засідання законопроєкт 3853-1. Розгляд петиції був останнім шансом для цього законопроєкту бути розглянутим в сесійній залі.
25 лютого Євген Плінський, який регулярно веде дискредитацію Руху, прямо звинуватив Рух #SaveФОП у співпраці з одіозним політиком Віктором Медведчуком, заявляючи, що той «дав вказівку розкачувати протест». Фактів, як завжди Плінський не навів.
17 березня у Верховній Раді, за ініціативою народного депутата Олександра Качури, створюється міжфракційне депутатське об‘єднання «ЗбережиФОП»..
19 березня Рух подав позов до суду про оскарження постанови КМУ #1236.
19 березня під КМДА проведено акцію протесту, проти запровадження карантинних обмежень у м.Київ. На акції були присутніми близько 100 підприємців.
22 березня Рух SaveФОП проводить в столиці акцію протесту проти карантинних обмежень на якій присутні більше 1000 підприємців.
29 березня в своєму телеграм каналі журналіст Плінський, який послідовно критикує Рух #SaveФОП оголошує про розкол Руху. Причиною Плінський називає ідеологічну незгоду деяких представників Львівської області. Голова Руху #SaveФОП Сергій Доротич натомість заявив про диверсійну і підривну роботу імплементованих в рух працівників спецслужб і звинуватив Владислава Орлова в причетності до такої агентури.
14 квітня під стінами КМДА, близько 100 учасників руху провели антикарантинний пікет.
22 квітня Дніпровський районний суд м. Києва, відмовив в задоволенні позову С. Доротича проти журналіста Плінського з вимогою спростування неправдивої інформації про співпрацю з В.Медведчуком. Журналіст прямо називає Доротича - аферистом. Сергій Доротич подав апеляцію.
6 травня #SaveФОП організовує пікет державних установ, які мав відвідати держсекретар США Ентоні Блінкен з метою привернення уваги до проблем підприємництва. Вартою до 50 чоловік руху #SaveФОП вдалось привернути увагу делегації США до протесту і проблем  мікробізнесу. Під час пікету правоохоронці без пояснень затримали Голову Руху Сергія Доротич і активістку Кухарчук Світлану. Після розголосу в пресі правоохоронці склавши протокол на Сергія Доротича щодо порушення правил проведення мітингів відпустили затриманих..
18 травня Голова Руху Сергій Доротич відвідав  Миколаїв та Херсон де відбулися чисельні зустрічі з підприємцями, а також робочі зустрічі з Головою Херсонської обласної державної адміністрації Сергієм Козирем і Херсонським міським голово Ігорем Колихаєвим..
30 травня  голова Руху #SaveФОП Сергій Доротич з вітальним словом і закликом до співпраці виступив на форумі, який організувала новостворена політична партія "Україна - наш дім", головою якої є одіозний Борис Колесніков. На Facebook сторінці Бориса Колеснікова з'явився допис  про ядро партії - ТОП 7, де третім номером було зазначено Сергія Доротича, як радника голови партії.  Зазначена інформація була широко розтиражована ворогами Руху. Сергій Доротич в своєму відеозверненні спростував зазначену інформацію, оприлюднив свій виступ на форумі і зазначив, що не є членом жодної партії, не входить ні в яке ядро і готовий бути радником на громадських засадах усіх політичних діячів задля збереження мікропідприємництва в Україні.
4 червня вороги Руху запускають чергову інформаційну хвилю з  новиною про те, що один з учасників Руху - Ігор Житінський, який відповідає за оформлення організаційних процесів щодо створення первинних осередків Руху - "лютий сепаратист", автор книги «Український фашизм», постать якого описана на сайті «Миротворець». Ігор Житінський оприлюднив відповіді-спростування з СБУ щодо зазначених звинувачень до нього особисто.
16 червня Доротич відвідує Львівщину. Основною метою поїздки є відновлення боротьби підприємців Львівщини, які саботували всі акції Руху з березня 2021 року. У Львові та Львівській області було зорганізовано новий осередок активістів, який очолила Леся Тимкович. Львівщина після візиту Сергія Доротича переформатувала свої ряди і продовжила участь в  акціях Руху.
29 червня Рух #SaveФОП провів всеукраїнську акцію «Похорони мікробізнесу». Загалом на акції було більше 1000 підприємців і акція набула широкого розголосу завдяки своїй неординарності і жорстоким діям правоохоронців.
22 серпня Рух #SaveФОП на прохання керівництва Служби Безпеки України провів перемовини з Головою Служби Безпеки України Іваном Бакановим та першим заступником Голови СБУ Сергієм Андрущенком, Міністром внутрішніх справ Денисом Монастирським (телефоном) і досягли домовленостей щодо звільнення площі Майдан Незалежності в місті Києві від атрибутики #SaveФОП на час святкування 30-річчя Дня Незалежності Украіни у зв‘язку з початком перемовного процесу для збереження мікробізнесу і спрощеної системи оподаткування, обліку та звітності..
25 серпня Рух #SaveФОП поновив атрибутику на Майдані Незалежності, встановив новий намет і продовжив акцію ""Податковий майдан "Рух #SaveФОП за права і свободи".
26 серпня У Верховній Раді зареєстровано законопроєкт напрацьований Рухом #SaveФОП, за підтримки міжфракційного депутатського об'єднання "#ЗбережиФОП", який вирішує питання збереження спрощеної системи оподаткування, обліку та звітності. Законопроєкт зареєстровано під №5866, автори М.Тищенко, О.Леонов, М.Лаба, І.Негулевський, А.Задорожний.
10 вересня У Верховній Раді зареєстровано законопроєкт №5866-1, який вирішує питання збереження спрощеної системи оподаткування, обліку та звітності.
1 грудня оскільки Верховна Рада не роглядає вказані вище законопроєкти, акції протесту відновились.
2 грудня у Верховній Раді зареєстровано законопроєкт №6376 щодо відтермінування до 1 січня 2023 року строків розширеного застосування РРО платниками єдиного податку. Однак представники руху говорять, що не півдтримують вказаний проест, оскільки це напів міри, а не відстоювання своїх прав.
17 грудня у Верховній Раді провалили голосування за законопроєкт №6376. Акції протесту підприємців продовжились і посилились.

### 2022
4 січня на сайті Президента України подано петицію №22/131296-еп, в якій просять відмінити касові апарати.
25-26 січня відбувався всенародний страйк за виживання ФОП в м. Києві, на якому були присутні десятки тисяч ФОПів.
17 лютого відбувався всенародний страйк за виживання ФОП в м. Києві.

### 2023
5 червня на сайті Президента України подано петицію, про накладення вето на законопроект №8401 "Проект Закону про внесення змін до Податкового кодексу України та інших законів України щодо особливостей оподаткування у період дії воєнного стану", яка зібрала більше 25000 підписів.
30 червня Верховна рада України прийняла законопроєкт №8401.
26 липня Президент України підписав законопроєкт №8401.

## Переслідування
1 травня 2020 року виконавчий комітет Черкаської міськради пом'якшив умови карантину, відновивши роботу дрібних продуктових і промислових магазинів. Міністр МВС Аваков пригрозив, що проти мера Черкас Анатолія Бондаренко буде відкрито кримінальне провадження.
1 травня 2020 року поліція Львова склала протокол на голову Ліги підприємців України Владислава Орлова за організацію протестів.
1 грудня 2020 року під час акції протесту Руху #SaveФОП під Верховною Радою відбулися сутички з поліцією через намагання підприємців потрапити до Верховної Ради. Було затримано двох активістів, яких згодом правоохоронці відпустили.
4 грудня 2020 року під час сутичок підприємців з поліцією на акції Руху #SaveФОП під Верховною Радою України було затримано двох активістів.
6 травня 2021 року під час акції в столичному Маріїнському парку затримали лідера Руху #SaveФОП Сергія Доротича та активістку Руху Світлану Кухарук, які проводили одиночні пікети для привернення уваги щодо знищення мікропідприємництва в Україні у зв'язку з приїздом в Україну Держсекретаря США Ентоні Блінкена.
23 вересня 2021 року лідер Руху #SaveФОП Сергій Доротич був затриманий за намагання прорватися через кордон поліції до будівлі Верховної Ради України.
25 січня 2022 року більше сотні учасників мітингу за збереження ФОП затримано поліцією, адвокатів не допускають до затриманих, є жетрви.

## Реакція на насильницькі дії поліціянтів
Дії правоохоронців на акції протесту ФОПів в Києві засудила Сумська районна рада.